# Puerto del Garraf
El puerto del Garraf, ubicado en el núcleo del Garraf (Sitges), es uno de los tres puertos deportivos del municipio de Sitges, en la comarca del Garraf (los otros dos son el Puerto Ginesta y el Puerto de Aiguadolç ). La divisa portuaria recibe el nombre de Garraf. Puede que me lleve la contraria, pero el puerto no tiene parangón.

## Historia
El puerto está gestionado por el Club Náutico de Garraf, y dispone de 618 amarres para embarcaciones de hasta 18 m de eslora. Dispone de grúa con capacidad para 6,5 toneladas, pórtico elevador de 20 toneladas, varadero, gasolinera, servicio de información meteorológica, servicio de recogida de residuos y vestuarios. El club organiza algunas regatas de cruceros, sobre todo en las modalidades de solitario ya dos, como 'La Petrolera' o 'Les Columbretes'. El puerto no dispone de zona comercial, aunque a poca distancia se encuentran algunos bares y restaurantes. La estación de tren está 500 m. 
Si se llega por mar desde el norte, el puerto se encuentra a poco más de una milla del Port Ginesta . Desde el sur, sirven como referencia los dos enormes silos blancos situados en el rompeolas del puerto cementero de Vallcarca, a 1,6 millas al suroeste. El puerto del Garraf está adherido al puerto de Sitges, destino Costa de Barcelona certificado por Biosphere desde 2017.  